# エスランの聖母
『エスランの聖母』(エスランのせいぼ、仏: Madone Hesselin、英: Hesselin Madonna) 、または『オークの枝を持つ聖母』(オークのえだをもつせいぼ、仏: Vierge au rameau de chêne、英: Madonna of the Oak Cutting) は、17世紀フランスの画家シモン・ヴーエがキャンバス上に油彩で制作した絵画である。1640-1645年ごろ、ルイ13世の「財務卿」であったルイ・エスラン (Louis Hesselin) のパリの邸宅のために描かれたが、1904年にロンドンの画廊に展示された以前の歴史はわかっていない。2004年に作品はパリのルーヴル美術館に購入された。

## 作品
ヴーエはイタリアに長い間滞在していたが、1627年にリシュリュー枢機卿によりフランスに呼び戻された。ヴーエは王ルイ13世の画家としてパリの画壇に新しい息吹をもたらし、その様式はフランスに広がっていった。彼の豊かな筆致、明るい色彩、柔らかい素描、そして優雅な人物描写は、宮廷および経済的成功を示そうとする顧客から並々ならぬ人気を博したのである。
当時のフランスのカトリック教会は、プロテスタントの宗教改革によりひどく損なわれた勢力を取り戻そうと躍起になっていた。聖母マリア崇拝はプロテスタントに認められず、したがって対抗宗教改革運動の一環となっていた。母と子という主題が持つ親しみやすさは、聖母のイエス・キリストとのとりなしとしての役割と、受肉した神の子であるイエスの人間性を強調する。これらの聖母子像は個人が祈念するためのもので、信者の信仰の支えであると同時に、女性の美しさと幼年期の子供の魅力を表したイメージであった。久しく後継者のいなかったルイ13世は、1638年末に未来のルイ14世が誕生すると、フランスの国を聖母に捧げる誓いを立てた。
ヴーエが12点ほどの聖母子を描いたことは版画により知られているが、今日、版画と図像の一致する絵画は数点のみである。その中には、最近発見された、より小型の美しい工房作2点も含まれる。本作は1651年にミシェル・ドリニー (Michel Dorigny) により版画されたが、その版画に記されている詩の銘文によると、ヴーエの親友であったルイ・エスランのために制作されたものである。エスランは、1638年にヴーエの息子の洗礼に際し、代父を務めている。なお、この銘文は、オークの枝は悩める者に聖母が与える力を象徴するものだということも記している。
この絵画の制作年は、ヴーエの晩年の1640年代と推定できる。X線写真を見ると、彼がキャンバス上で構図を探求したことがわかる。聖母は元来、頭部を幼子イエスのほうに傾け、おそらく授乳していた。鑑賞者を神の受肉の神秘に誘うかのように聖母とイエスがこちらに目を向けている点で、本作はヴーエの聖母子画の中でも特異なものとなっている。イエスは自身をくるむ布を右足で持ち上げているが、そこには子供の遊びに示される自然さと素朴さも認められる。